# Кропалати
Кропала̀ти (на италиански: Cropalati) е село и община в Южна Италия, провинция Козенца, регион Калабрия. Разположено е на 384 m надморска височина. Населението на общината е 1115 души (към 2011 г.).